# Anarchico (personaggio)
L'Anarchico (Anarchist), il cui vero nome è Tike Alicar, è un personaggio dei fumetti, creato da Peter Milligan (testi) e Mike D. Allred (disegni), pubblicato dalla Marvel Comics. La sua prima apparizione avviene in X-Force (vol. 1) n. 116 (luglio 2001), era uno dei membri di X-Statix.

## Biografia del personaggio
Alicar, un afroamericano, fu adottato ed educato da una famiglia di bianchi in Canada. Soffrì di disturbo ossessivo-compulsivo, che lo indusse a credere che lavando ripetitivamente le mani la sua carnagione sarebbe diventata più chiara.

### X-Force
Si unì a X-Force quando la squadra era ancora guidata da Zeitgeist. Mentre si stava facendo intervistare (nudo) da un reporter, scoperchiò il tetto di un hotel a quattro stelle a Beverly Hills. Affrontato dalla polizia si giustificò dicendo che essendo membro di X-Force poteva fare tutto quello che voleva. Dopo il massacro dei Boyz'R Us, solo lui e U-Go-Girl sopravvivono.
Entrambi si scontrano per ottenere il comando della nuova squadra, anche accusandosi l'un l'altro di aver orchestrato il massacro dei loro compagni di squadra (e degli innocenti membri della boy band). Il comando viene poi affidato al nuovo arrivo orfano. Ad Alicar sembra non importare in quanto voleva diventare leader solo per indispettire U-Go-Girl. In seguito viene rivelato che Alicar doveva morire nel massacro, in un piano creato da Coach e Zeitgeist stesso. Slain viene fermato quando tenta di stuprare U-Go Girl.
Ad un certo punto, Tike va a giocare a poker con Phat e Vivisector. Usa i suoi poteri per vincere forti somme di denaro, che dà a una prostituta di mezza età ordinandole di chiudere con quella vita.
Durante l'ultima missione di X-Force, nella quale la squadra deve eliminare i Bush Rangers, l'Anarchico, l'Orfano, U-Go-Girl e Doop restano intrappolati in una piccola nave alla deriva nello spazio, ma i quattro riescono a trovare un modulo di salvataggio che può contenere solo due adulti e Doop. Allora decidono che i due che andranno via dovranno vincere una sfida. L'Anarchico perde di proposito usando i suoi poteri, ma grazie agli sforzi degli altri membri della squadra riesce a essere tratto in salvo. Ma U-Go-Girl viene uccisa durante una battaglia con l'ultimo soldato nemico sopravvissuto.

### X-Statix
La squadra decide di cambiare il suo nome in X-Statix, e l'Anarchico e l'Orfano diventano amici grazie alla scomparsa di U-Go-Girl. L'Anarchico si innamora di una sua nuova compagna di quadra: Dead Girl, che all'inizio considera solo un passatempo, per poi sviluppare dei veri e propri sentimenti nei suoi confronti. L'Anarchico e gli altri membri della squadra diventano così famosi da poter commettere dei crimini senza paura di essere perseguitati dalla legge. Alicar rapina una gioielleria e successivamente viene ringraziato dal proprietario per la pubblicità ottenuta. Per un breve periodo la squadra si divide, e l'Anarchico e Dead Girl appaiono in una show televisivo. Quando la squadra si ricostituisce l'Orfano sembra non avere più fiducia in loro.
E quando l'Orfano temporaneamente lasciò la squadra, l'Anarchico ne divenne il capo, e cospirò con gli altri membri della squadra per uccidere Hernietta Hunter.
Nella loro ultima missione, tutti i membri di X-Statix vengono uccisi. Alicar muore accanto all'Orfano, dopo aver ucciso molti avversari. Non sanno neppure chi fossero i loro nemici che indossavano la stessa uniforme dei criminali che tenevano in ostaggio i Boyz R Us.

## Poteri e abilità
Tike è un mutante il cui potere consiste nell'emettere del sudore acido che gli permetteva di creare energia praticamente dal nulla.